# Ждрелото на река Тунджа
Ждрелото на река Тунджа е защитена местност в България. Намира се в землищата на селата Лесово, област Ямбол и Радовец, област Хасково.
Защитената местност е с площ 1891,21 ha. Обявена е на 13 юни 2007 г. с цел опазване на консервационно значими местообитания на 149 вида птици, 8 вида земноводни, 21 вида влечуги, на други защитени, редки и уязвими растителни и животински видове, техните съобщества, както и характерен ландшафт в ждрелото на река Тунджа.
В защитената местност се забранява:
- строителство на промишлени обекти, сгради, пътища, канали, технически и други съоръжения, включително за производство на електроенергия, с изключение на строителство и дейности, свързани с охраната на държавната граница на Република България;
- търсене и проучване на подземни богатства, разкриване на кариери, мини и други дейности, водещи до увреждане на естествения ландшафт и нарушаване на естественото състояние на водния обект и бреговете му;
- създаване на култури от неместни растителни видове, с изключение на натурализираните видове.[1]

## Вижте още
- Хидровъзел „Тунджа“